# 1904
1904 (MCMIV) là một năm nhuận bắt đầu vào Thứ sáu của lịch Gregory và là một năm nhuận bắt đầu vào Thứ Năm của lịch Julius, năm thứ 1904 của Công nguyên hay của Anno Domini, the năm thứ 904  của thiên niên kỷ 2, năm thứ 4  của thế kỷ 20, và năm thứ  5   của thập niên 1900. Tính đến đầu năm 1904, lịch Gregory bị lùi sau 13 ngày trước lịch Julius, và vẫn sử dụng ở một số địa phương đến năm 1923. 

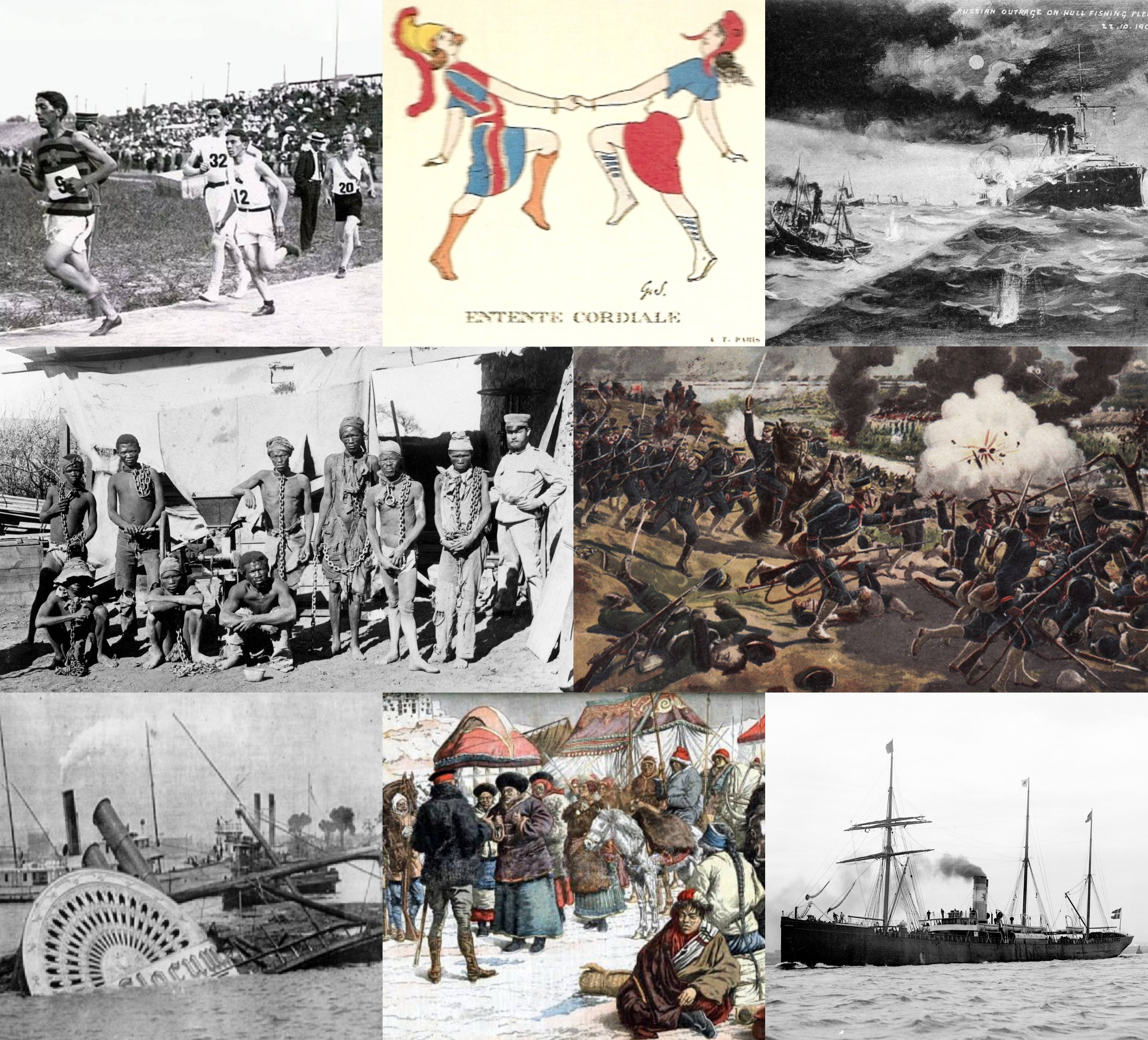

1904 (số La Mã: MCMIV) là một năm nhuận bắt đầu vào thứ sáu trong lịch Gregory.

## Sự kiện

### Tháng 1
- 11 tháng 1 – Tại Đàn Hương Sơn, Tôn Trung Sơn gia nhập hội Hoa kiều yêu nước.

### Tháng 2
- 8 tháng 2 – Nhật Bản bất ngờ tấn công Cảng Arthur (Lushun), khởi đầu Chiến tranh Nga-Nhật.

### Tháng 4
- 12 tháng 4 – Quân Tây Tạng tại Giang Tư phản công quân Anh
- 19 tháng 4 – Anh xâm lược Tây Tạng

### Tháng 5
- 3 tháng 5 – Quân Nhật Bản đánh chiếm Đại Liên
- 21 tháng 5 – FIFA thành lập

### Tháng 9
- 24 tháng 9 – Hoa Hưng hội tại Trường Sa khởi nghĩa

## Sinh
- 1 tháng 5 - Trần Phú, Tổng Bí thư đầu tiên của Đảng Cộng sản Việt Nam (mất 1931)
- 22 tháng 8 – Đặng Tiểu Bình, cố Lãnh đạo Trung Quốc (mất 1997)

## Mất
- 3 tháng 1 – Nguyễn Phúc Trinh Thận, phong hiệu Lại Đức Công chúa, công chúa con vua Minh Mạng (s. 1826).
- 10 tháng 4 – Nữ vương Isabel II của Tây Ban Nha (s. 1830)
- 1 tháng 5 – Antonín Dvořák, nhà soạn nhạc người Séc (s. 1841)
- 14 tháng 7 – Anton Chekhov, nhà văn Nga (s. 1860)

## Giải Nobel
- Vật lý – John Strutt, Nam tước Rayleigh
- Hóa học – William Ramsay
- Y học – Ivan Petrovich Pavlov
- Văn học – Frédéric Mistral, José Echegaray
- Hòa bình – Viện Luật pháp Quốc tế